# Cosmosoma eumelis
Cosmosoma eumelis là một loài bướm đêm thuộc phân họ Arctiinae, họ Erebidae.